# Équipe de Belgique de football en 1948
Maillots
Chronologie
Saison précédente Saison suivante
L'équipe de Belgique de football présente un bilan mitigé en 1948 avec une seule victoire, une défaite et quatre partages.

## Résumé de la saison
La Belgique fêta cette année-là face à la France le but le plus célèbre de son histoire.
Le « goal de Colombes » inscrit par Pol Anoul à la 52e minute de la rencontre France-Belgique du 17 octobre, et dont on parla dans l'Europe entière, serait aujourd'hui d'une banalité extrême mais il est difficile de se rendre compte de ce que représentait, à l'époque, un but inscrit par un défenseur. C'était impensable et cela ne se présentait jamais, on aurait même pu à la limite remettre en cause sa validité ! L'histoire de ce but est pourtant toute simple : Anoul récupéra un ballon mal contrôlé par Henri Baillot et, ne trouvant pas d'appui, contourna Albert Batteux, Jean Prouff et Guy Huguet avant de fusiller des 30 mètres Julien Darui qui était pourtant le meilleur gardien du monde du moment. Pol Anoul, qui allait ouvrir plus tard un café Place de la République française à Liège et, bien sûr, le nommer « Le Colombes », avait toutefois fait très peur à son collègue Louis Carré qui le vit ainsi partir de l'avant et l'abandonner à son triste sort ! Carré, « La Panthère Noire », fétait ce jour-là la première de ses 56 sélections et, en face, évoluait parmi Les Bleus un certain Pierre Sinibaldi qui allait entraîner le RSC Anderlecht entre 1960 et 1966.
L'année avait au préalable débuté par deux partages face aux Pays-Bas, le 14 mars à Deurne (1-1) et le 18 avril à Rotterdam (2-2), August Van Steelant se distingua en inscrivant un but dans chacune des deux parties que les Belges auraient également pu remporter.
Les Diables Rouges s'inclinent ensuite à Hampden Park face à l'Écosse (2-0) avant d'enchaîner une série de neuf rencontres sans défaite, dont trois victoires de rang, jusqu'en novembre 1949. La sauce de Bill Gormlie commençait à prendre...
Le 6 juin, la Belgique reçoit la France au Heysel et s'impose (4-2) avant de partager à Colombes (3-3) en octobre après avoir remonté un handicap de deux buts, entre autres par Anoul et son fameux goal de Colombes.
La saison s'achève sur un nul (1-1) face à la Hollande, toujours au Bosuil, le 21 novembre.
Du 26 juillet au 13 août se déroulait également le premier tournoi de football des Jeux olympiques dans le contexte de l'Après-guerre, à la suite de la Seconde Guerre mondiale. La Belgique, à l'instar de quelques autres nations, va renoncer à y participer. Bien que vingt-trois équipes soient inscrites pour le tournoi, seules dix-huit y participent effectivement.

## Les matchs
| Match amical                                                  | Belgique         | 1 - 1   | Pays-Bas    | Bosuilstadion Deurne, Belgique                |                                               |
| 14 mars 1948 · 15:00 heure locale · Historique des rencontres | Van Steelant 54e | (0 – 1) | Lenstra 10e | Spectateurs : 45 851 Arbitrage : Eugen Scherz | Spectateurs : 45 851 Arbitrage : Eugen Scherz |
| 14 mars 1948 · 15:00 heure locale · Historique des rencontres | Rapport          |         |             | Spectateurs : 45 851 Arbitrage : Eugen Scherz | Spectateurs : 45 851 Arbitrage : Eugen Scherz |

| Match amical                                                   | Pays-Bas                         | 2 – 2   | Belgique                       | Stade de Feyenoord Rotterdam, Pays-Bas               |                                                      |
| 18 avril 1948 · 14:30 heure locale · Historique des rencontres | Engelsman (nl) 20e · Lenstra 70e | (1 – 1) | Mermans 40e · Van Steelant 47e | Spectateurs : 60 000 Arbitrage : Jaroslav Vlček (hu) | Spectateurs : 60 000 Arbitrage : Jaroslav Vlček (hu) |
| 18 avril 1948 · 14:30 heure locale · Historique des rencontres | Rapport                          |         |                                | Spectateurs : 60 000 Arbitrage : Jaroslav Vlček (hu) | Spectateurs : 60 000 Arbitrage : Jaroslav Vlček (hu) |

| Match amical                                                   | Écosse                      | 2 - 0   | Belgique | Hampden Park Glasgow, Écosse                  |                                               |
| 28 avril 1948 · 19:00 heure locale · Historique des rencontres | Combe 26e · Duncan (en) 59e | (1 – 0) |          | Spectateurs : 70 000 Arbitrage : William Ling | Spectateurs : 70 000 Arbitrage : William Ling |
| 28 avril 1948 · 19:00 heure locale · Historique des rencontres | Rapport                     |         |          | Spectateurs : 70 000 Arbitrage : William Ling | Spectateurs : 70 000 Arbitrage : William Ling |

| Match amical                                                 | Belgique                                            | 4 - 2   | France                      | Stade du Heysel Laeken, Belgique                |                                                 |
| 6 juin 1948 · 17:00 heure locale · Historique des rencontres | Chaves d'Aguilar 10e 89e · Govard 76e · Mermans 85e | (1 – 0) | Cuissard 47e · Benbarek 74e | Spectateurs : 52 873 Arbitrage : Dirk Nijs (nl) | Spectateurs : 52 873 Arbitrage : Dirk Nijs (nl) |
| 6 juin 1948 · 17:00 heure locale · Historique des rencontres | Rapport                                             |         |                             | Spectateurs : 52 873 Arbitrage : Dirk Nijs (nl) | Spectateurs : 52 873 Arbitrage : Dirk Nijs (nl) |

| Match amical                                                     | France                       | 3 - 3   | Belgique                                       | Stade olympique Yves-du-Manoir Colombes, France |                                            |
| 17 octobre 1948 · 15:00 heure locale · Historique des rencontres | Flamion 9e 50e · Baratte 22e | (2 – 1) | Mermans 23e · Anoul 52e · Chaves d'Aguilar 66e | Spectateurs : 55 600 Arbitrage : Jean Lutz      | Spectateurs : 55 600 Arbitrage : Jean Lutz |
| 17 octobre 1948 · 15:00 heure locale · Historique des rencontres | Rapport                      |         |                                                | Spectateurs : 55 600 Arbitrage : Jean Lutz      | Spectateurs : 55 600 Arbitrage : Jean Lutz |

| Match amical                                                      | Belgique             | 1 - 1   | Pays-Bas   | Bosuilstadion Deurne, Belgique                |                                               |
| 21 novembre 1948 · 15:00 heure locale · Historique des rencontres | Chaves d'Aguilar 23e | (1 – 0) | Clavan 85e | Spectateurs : 46 114 Arbitrage : William Ling | Spectateurs : 46 114 Arbitrage : William Ling |
| 21 novembre 1948 · 15:00 heure locale · Historique des rencontres | Rapport              |         |            | Spectateurs : 46 114 Arbitrage : William Ling | Spectateurs : 46 114 Arbitrage : William Ling |

## Les joueurs
| Joueurs                   | Joueurs                   | Amical | Amical | Amical | Amical | Amical | Amical |
| ------------------------- | ------------------------- | ------ | ------ | ------ | ------ | ------ | ------ |
| Gardiens de but           |                           |        |        |        |        |        |        |
| Henri Meert               | RSC Anderlechtois         | 90     | r      |        | r      | r      | 90     |
| François Daenen           | Royal Tilleur FC          | r      | 90     | 90     | 90     | 90     |        |
| Richard Gedopt            | Royal Antwerp FC          |        |        | r      |        |        | r      |
| Défenseurs                |                           |        |        |        |        |        |        |
| Léon Aernaudts            | K Berchem Sport           | 90     | 90     | 90     | 90     | 90     | 90     |
| Victor Erroelen           | RSC Anderlechtois         | 90     | 90     | 90     | 90     |        |        |
| Adolf De Buck             | SC Eendracht Alost        | 90     | 90     | 90     | 90     | r      | r      |
| Joseph Andries            | RFC Malinois              | r      | r      | r      | r      |        |        |
| Jean Valet                | RSC Anderlechtois         |        |        |        | r      |        |        |
| Fernand Massay            | Standard de Liège         |        |        |        | r      |        |        |
| Joseph Pannaye            | Royal Tilleur FC          |        |        |        |        | r      |        |
| Frans Hendrickx           | K Lyra                    |        |        |        |        |        | r      |
| Milieux                   |                           |        |        |        |        |        |        |
| Jules Henriet             | R Charleroi SC            | 90     | 90     | 90     |        | 90     | 90     |
| Louis Carré               | RFC Liégeois              |        |        |        |        | 90     | 90     |
| Attaquants                |                           |        |        |        |        |        |        |
| Léopold Anoul             | RFC Liégeois              | 90     | 90     | 90     | 90     | 90     | 90     |
| Victor Lemberechts        | RFC Malinois              | 90     | 90     | 90     | 90     |        |        |
| August Van Steelant       | St-Niklaasse SK           | 90 ,   | 90     | 90     | r      |        | 90     |
| Jef Mermans               | RSC Anderlechtois         | 90     | 90     | 90     | 90     | 90     | 90     |
| Frédéric Chaves d'Aguilar | ARA La Gantoise           | 90     |        |        | 90     | 90     | 90     |
| René Thirifays            | R Charleroi SC            | 90     | 90     |        |        | 90     |        |
| Désiré Van Den Audenaerde | Royal Antwerp FC          | r      | 90     | r      |        |        |        |
| Henri Coppens             | RFC Malinois              | r      | r      | r      | 90     | 90     | 90     |
| Henri Govard              | RFC Liégeois              |        | r      | 90     | 90     | 90     | r      |
| Albert De Cleyn           | RFC Malinois              |        |        | 90     |        |        |        |
| François Sermon           | RSC Anderlechtois         |        |        |        | 90     |        |        |
| Alfred Bertrand           | Olympic Club de Charleroi |        |        |        |        | 90,    |        |
| Arthur Ceuleers           | Racing Club de Bruxelles  |        |        |        |        | r      |        |
| Léopold Appeltants        | Sint-Truidense VV         |        |        |        |        |        | 90,    |
| Jozef Mannaerts           | Racing Club de Malines    |        |        |        |        |        | 90,    |

Un « r » indique un joueur qui était parmi les remplaçants mais qui n'est pas monté au jeu.
1. 1 2 3 4 5 6 7  Première sélection officielle pour le joueur.
2. 1 2 3 4 5 6 7  Dernière sélection officielle pour le joueur.
3. 1 2  Premier but officiel pour le joueur.

## Sources